# Mesothisa flaccida
Mesothisa flaccida är en fjärilsart som beskrevs av W. Warren 1905. Mesothisa flaccida ingår i släktet Mesothisa och familjen mätare. Inga underarter finns listade i Catalogue of Life.